# Platandria carolinae
Platandria carolinae är en skalbaggsart som beskrevs av Thomas Casey 1910. Platandria carolinae ingår i släktet Platandria och familjen kortvingar. Inga underarter finns listade i Catalogue of Life.